# Dieter Wisliceny
Pour les articles homonymes, voir Wisliceny.
Dieter Wisliceny (13 janvier 1911 – 4 mai 1948) est un membre de l'organisation nazie des SS, et un exécutant clé de la « solution finale » durant la phase ultime de la Shoah. Intime d'Adolf Eichmann, il évoque dans son témoignage une lettre d'Heinrich Himmler ordonnant l'exécution de la dite « solution finale » et détenue par Eichmann.

## Biographie
Il rejoint le parti nazi en 1933 et la SS en 1934, atteignant le rang de Hauptsturmführer. C'est aussi en 1934 qu'il devient membre du SD, le service de renseignement de la SS, en même temps qu'Adolf Eichmann avec qui il devient intime, travaillant avec lui à Berlin de 1934 à 1937.
Tout comme Eichmann, il travaille au RSHA Amt IV B 4 chargé des « affaires juives ». Durant l'application de la « solution finale », son rôle est de réunir les Juifs de différentes communautés dans des ghettos puis de les expédier dans les camps d'extermination. Il est actif en Grèce, en Hongrie et en Slovaquie. En Hongrie, il participe aux négociations avec Rudolf Kastner.
Son frère, Günther-Eberhardt Wisliceny, est un SS-Obersturmbannführer actif sur les fronts de l'est et de l'Ouest.

## Témoignage et procès
Le témoignage de Wisliceny est important lors du procès de Nuremberg et celui-ci fut plus tard utilisé lors du procès d'Adolf Eichmann, jugé pour crimes de guerre en Israël en 1961. Wisliceny rapporte notamment qu'Eichmann lui avait montré une lettre, signée d'Himmler et datant d'avril 1942, évoquant explicitement la « solution finale » avec comme responsable le chef de la police de sécurité et du SD et l'Inspecteur des camps de concentration. Eichmann lui explique la signification de l'euphémisme, à savoir l'« extermination biologique » des Juifs, et qualifie la consigne en tant qu'« ordre du Führer ». Il évoque aussi dans son témoignage les chambres à gaz comme moyen d'assassiner les Juifs.
Wisliceny est extradé en Tchécoslovaquie en 1948 et il y est jugé et condamné à la pendaison. Des nostalgiques du troisième Reich réussissent toutefois à le faire évader le 3 mars 1948. Il est découvert quelques jours plus tard dans une auberge à une vingtaine de kilomètres de la prison en train de dîner avec ses complices d'évasion. L'aubergiste le reconnaît sur des affiches signalant sa fuite. Il appelle immédiatement la police qui fait arrêter l'ancien nazi. En voyant de loin arriver la police, il aurait dit selon l'aubergiste : « Mes amis, je lève mon verre à nos actes héroïques, à Hitler et au Reich. » Un mois plus tard, Dieter Wisliceny monte sur l'échafaud avec ces dernières paroles : « J'ai toujours agi pour le bien de mon pays et de mon peuple. Heil Hitler. »